# Rebild (municipio)
El municipio de Rebild es un municipio danés del norte del país, en la región de Jutlandia Septentrional. Tiene una superficie de km², y una población de 28.911 habitantes en 2012. Su capital es la ciudad de Støvring.
El municipio se encuentra en el distrito tradicional de Himmerland. En su territorio se encuentran los renombrados sitios turísticos de las colinas de Rebild y la amplia zona forestal de Rold Skov. Tiene fronteras con Vesthimmerland al oeste, Aalborg al norte y al este, y Mariagerfjord al este y al sur. Es el único municipio sin costa en la región de Jutlandia Septentrional.
Rebild fue creado el 1 de enero de 2007 mediante la reforma municipal danesa que entró en vigencia ese año. En su formación se fusionaron los antiguos municipios de Støvring, Skørping y Nørager. Previamente, el 19 de abril de 2005, hubo un plebiscito en Nørager para que los ciudadanos decidieran entre unirse a Rebild o a Vesthimmerland; la votación fue favorable a la primera opción. Una pequeña porción de Nørager, Hannerupgård, tuvo su propio referéndum, en el que decidiría unirse a Mariagerfjord.

## Localidades
Rebild tiene un total de 28.911 habitantes en el año 2012, de los cuales 18.911 viven en 15 localidades urbanas (byer), 9.980 en varias localidades rurales (landdistrikter).
| Localidades más pobladas de Rebild |              |                  |
| Nº                                 | Localidad    | Población (2012) |
| 1                                  | Støvring     | 6.923            |
| 2                                  | Skørping     | 2.875            |
| 3                                  | Terndrup     | 1.558            |
| 4                                  | Suldrup      | 1.224            |
| 5                                  | Nørager      | 1.062            |
| 6                                  | Øster Hornum | 960              |
| 7                                  | Bælum        | 799              |
| 8                                  | Haverslev    | 764              |
| 9                                  | Rebild       | 617              |
| 10                                 | Blenstrup    | 538              |